# Reglamento de Instalaciones Térmicas en los Edificios (España)
El Reglamento de Instalaciones Térmicas en los Edificios (RITE) es el reglamento español que regula lo relativo al diseño, instalación y mantenimiento de las instalaciones de climatización (ventilación, calefacción y refrigeración) y de producción de agua caliente sanitaria.
Tiene por objeto establecer las exigencias de eficiencia energética y seguridad que deben cumplir las instalaciones térmicas en los edificios destinadas a atender la demanda de bienestar e higiene de las personas, durante su diseño y dimensionado, ejecución, mantenimiento y uso, así como determinar los procedimientos que permitan acreditar su cumplimiento.

## Normativa
El Reglamento de Instalaciones Térmicas en los Edificios RD 1751/1998 fue derogado, con efectos de 29 de febrero de 2008, por el RD 1027/2007.
La Directiva 2002/91/CE  de eficiencia energética de los edificios, fue traspuesta parcialmente por el Real Decreto 47/2007, de 19 de enero (por el que se aprueba el procedimiento básico para la certificación de eficiencia energética de edificios de nueva construcción) y por el RD 1027/2007,de 20 de julio, Reglamento de Instalaciones Térmicas en los Edificios (RITE).
Esta normativa europea fue sucedida por la Directiva 2010/31/UE del Parlamento Europeo y del Consejo, de 19 de mayo de 2010, relativa a la eficiencia energética de los edificios, que se traspone parcialmente por el Real Decreto 238/2013, de 5 de abril, por el que se modifican determinados artículos e instrucciones técnicas del Reglamento de Instalaciones Térmicas en los Edificios, aprobado por Real Decreto 1027/2007, de 20 de julio
Diversos trabajos exponen las ventajas de la adaptación de los edificios a la normativa del RITE: un estudio señala que los edificios que respetan el Reglamento de Instalaciones Térmicas en los Edificios en materia de filtración del aire tienen una calidad del aire interior entre un 24% y un 67% mejor que los que no la cumplen y una investigación realizada en California por William Fisk, del Lawrence Berkeley National Laboratory, defiende los beneficios en la productividad.
Toda empresa instaladora o mantenedora RITE debe constar en plantilla con personal en posesión del carne RITE expedido por la comunidad autónoma correspondiente